# عبد الهاني كنزي
عبد الهاني كنزي (مواليد 27 سبتمبر 1973) هو ملاكم جزائري، مثّل بلاده في الألعاب الأولمبية الصيفية في دورتي 2000 و2004.

## روابط خارجية
عبد الحي كنزي على موقع أوليمبيديا (الإنجليزية)